# کلاغ خوزی
کلاغ خوزی یا کلاغ میان‌رودان (نام علمی: Corvus cornix capellanus) نام یک زیرگونه از زیرگونه کلاغ ابلق است. این گونه کلاغ بومی میان‌رودان و پیرامون آن در جنوب عراق و جنوب غربی ایران است. نام دیگر او کلاغ ابلق عراقی است و از پرهای دورنگ سیاه و سپیدش شناخته‌می‌شود.